# Morolake Akinosun
Morolake Akinosun (Lagos, 17 de maio de 1994) é uma velocista estadunidense de origem nigeriana, campeã olímpica e mundial.
Akinosun é uma ex-atleta do Texas Longhorns e ganhou 13 títulos da Big 12 Conference na divisão principal da NCAA. Foi apenas a segunda mulher a pontuar em quatro eventos do campeonato outdoor da NCAA em temporadas consecutivas.
Representando os Estados Unidos, conquistou a medalha de ouro nos Jogos Pan-Americanos de 2015, em Toronto, no revezamento 4x100 metros ao lado de Barbara Pierre, LaKeisha Lawson e Kaylin Whitney. No ano seguinte fez parte da equipe que ganhou o ouro no 4x100 m dos Jogos Olímpicos do Rio, com Tianna Bartoletta, Allyson Felix e English Gardner, mas correu apenas nas eliminatórias e foi substituída por Tori Bowie na final. No Mundial de 2017, em Londres, obteve uma nova vitória com a equipe de revezamento 4x100 m, ao lado de Felix, Bowie e Aaliyah Brown.